# بری سیموندز
بری سیموندز (انگلیسی: Barry Simmonds؛ زادهٔ) بازیکن فوتبال اهل بریتانیا است.
از باشگاه‌هایی که در آن بازی کرده‌است می‌توان به باشگاه فوتبال آکسفورد سیتی اشاره کرد.